# Belciana sophronia
Belciana sophronia är en fjärilsart som beskrevs av Louis Beethoven Prout 1924. Belciana sophronia ingår i släktet Belciana och familjen nattflyn. Inga underarter finns listade i Catalogue of Life.